# Youn Hye-young
Dans ce nom coréen, le nom de famille, Youn, précède le nom personnel.
Youn Hye-Young (née le 15 mars 1977) est une archère sud-coréenne.

## Biographie
Youn Hye-Young dispute les Jeux olympiques d'été de 1996 se tenant à Atlanta. Elle y remporte la médaille d'or par équipe et se classe neuvième de l'épreuve individuelle.